# PlayStation官方杂志—英国
《PlayStation官方杂志－英国》是报道PlayStation新闻的英国杂志，2006年冬季创刊。第一刊发行后间隔三个月，但之后都以月刊形式发行。从第7期（2007年6月）起，杂志附带可玩蓝光光碟，主要包括PlayStation 3和PlayStation 4游戏和资料。此外它还覆盖PlayStation Vita材料。杂志迎合了PlayStation的生态方式，包括高清晰媒体的微小细节。
2021年5月，《PlayStation官方杂志－英国》更名，转而继承了一本于2016年结束刊行的PlayStation英国杂志的标题《PLAY》。所有订阅用户也被改为自动续订了《PLAY》。
之前在英国发行的PlayStation官方杂志有《官方英国PlayStation杂志》（Official UK PlayStation Magazine，1995－2004）和《官方英国PlayStation 2杂志》（Official UK PlayStation 2 Magazine，2000－2008）。